# Herwijnen
Herwijnen is een dorp in de gemeente West Betuwe, gelegen in de Tielerwaard van de Betuwe in de Nederlandse provincie Gelderland. Het dorp telt 2.810 inwoners (2023), waarvan 250 in het buitengebied. Na de herindeling van 2019 maakt Herwijnen deel uit van de gemeente West Betuwe, de samenvoeging van de gemeenten Geldermalsen, Neerijnen en Lingewaal. 

## Geschiedenis
De eerste vermelding van het dorp "Heriuuinna" ('weiden van de heer') stamt uit een schenkingsoorkonde van 12 augustus 850 van graaf Balderik aan de Utrechtse kerk.
In en rond Herwijnen stonden diverse kastelen: Frissestein, Drakenburg, Wayenstein en Engelenburg. 
Op 1 januari 1818 werd Haaften als zelfstandige gemeente afgesplitst van Herwijnen. Op 1 januari 1986 onderging het een gemeentelijke herindeling met de gemeenten Vuren, Heukelum (samen met Spijk) en Asperen tot de nieuwe gemeente Vuren met het gemeentehuis in Asperen. Na stevige lobby vanuit de dorpen werd de naam van de nieuwe gemeente met ingang van 3 januari 1987 gewijzigd in Lingewaal. In 2019 ging Lingewaal op in de nieuwe gemeente West Betuwe.

## Beschrijving
Het oudste gedeelte van het dorp is een goed voorbeeld van een dijkdorp. De bebouwing, vaak bestaand uit monumentale oude panden, is gelegen langs een deel van de Waaldijk van ongeveer vijf kilometer. Het nieuwe gedeelte, de dorpskern, is gelegen in het gebied "Hoog Herwijnen".

Aan de dijk is een buitenstation van het ooievaarsdorp "Het Liesvelt" in Groot-Ammers gelegen.

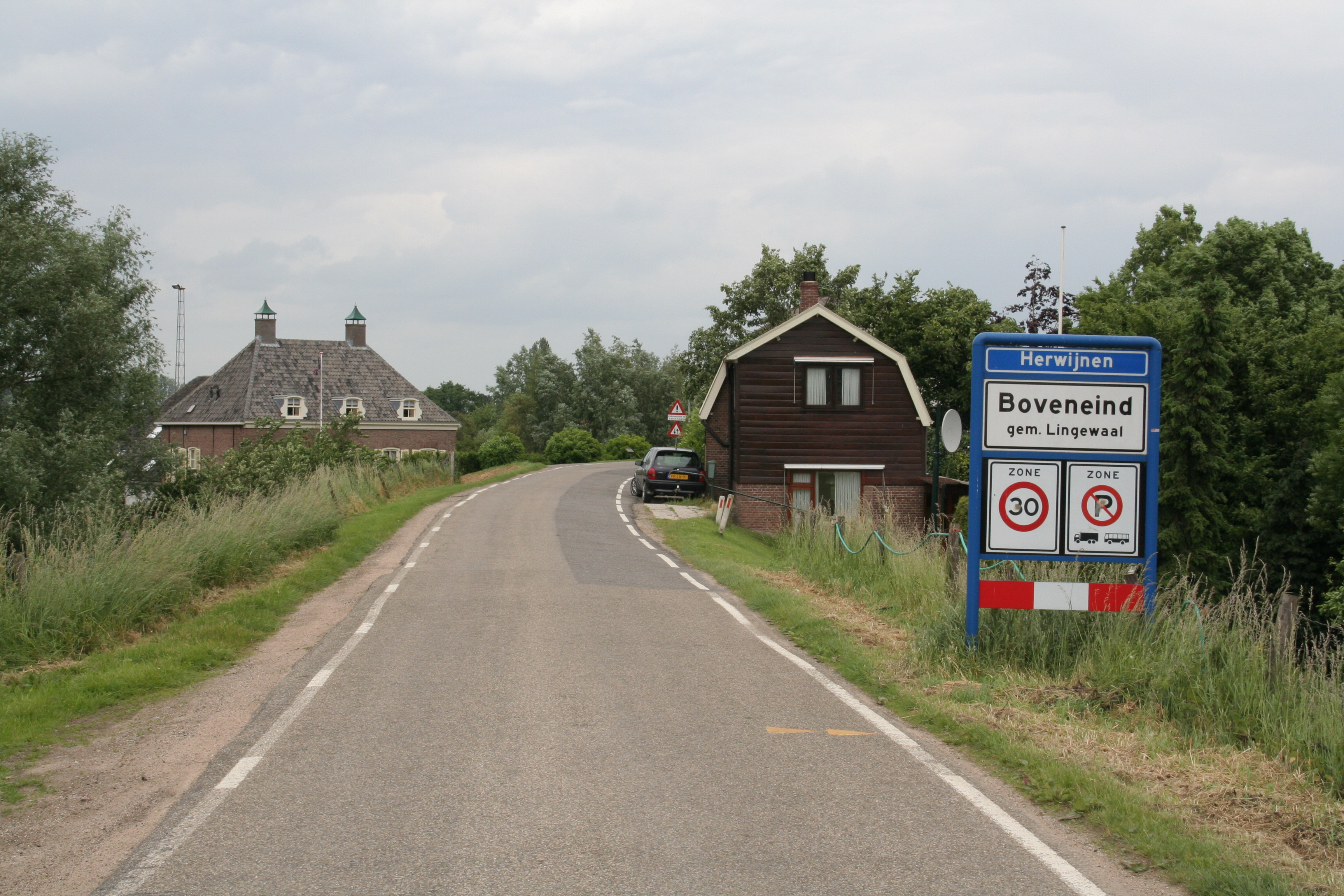
Boveneind in Herwijnen

In Herwijnen staat een tweetal radarposten van het Nederlandse luchtverkeersleidingsysteem (SARP), een operationele en een reserve. De toren aan de Broekgraaf 2 is in 2016 omgebouwd tot neerslagradar voor het KNMI en werd op 12 mei 2017 officieel in gebruik genomen. De andere toren is door Defensie overgenomen van de (civiele) Luchtverkeersleiding.
Op het industrieterrein Zeiving tussen Vuren en Herwijnen heeft zich halverwege de 20e eeuw de uit Utrecht vertrokken Chemische fabriek van beenderproducten Wed. P. Smits & Zoon. (tegenwoordig Sonac Vuren B.V.) gevestigd. In Herwijnen was orgelbouwer K.B. Blank & Zn. actief. In 1996 werd de werkplaats overgenomen door Henk van Eeken.
Herwijnen onderhoudt een veerdienst met het aan de andere zijde van de Waal gelegen Brakel.
Herwijnen heeft een eigen brandweerkorps. De kazerne in de Achterweg werd in 2008 vervangen door de kazerne langs de Graaf Reinaldweg, waar de korpsen van Vuren en Herwijnen zijn samengevoegd tot Brandweer Herwijnen.
Herwijnen heeft een supermarkt, twee basisscholen, een voetbalvereniging (Herovina), een fanfare (Muziekvereniging Wilhelmina), een damvereniging (Amicitia), een schietvereniging (S.V. De Musketiers) en een christelijk gemengd koor (Soli deo Gloria).

## Bereikbaarheid
Herwijnen is te bereiken via de A15 en N830 (plaatselijk ook wel bekend als Graaf Reinaldweg).
De volgende buslijnen rijden langs het dorp:
• Lijn 47: Geldermalsen - Gorinchem 
• Lijn 647: Enspijk - via Geldermalsen - Gorinchem 

## Geboren
- Johannes van den Bosch (1780-1844), generaal en politicus
- Cornelis Vervoorn (1883-1951), advocaat, herenboer en politicus
- Cornelia Boonstra-van der Bijl (1910-2021), oudste inwoner van Nederland van september 2020 tot mei 2021.
- Jacob de Jongh (1937-1998), politicus en burgemeester
- Wim Kozijn (1940-2024), politicus
- Patrick Vroegh (29 november 1999), voetballer

## Trivia
- De auteur Koos van Zomeren schreef veelvuldig over Herwijnen, een deel van zijn familie kwam er vandaan.
- Het boek De hoeve en het hart van Enny de Bruijn verhaalt aan de hand van overgeleverde brieven over het 17de-eeuwse Herwijnen.
- In 1985 werd het lichaam van André Brilleman, lijfwacht van wijlen drugsbaron Klaas Bruinsma, gevonden langs de oever van de Waal bij Herwijnen. Hij bleek geliquideerd en zijn lichaam was ingegoten in een vat met cement.